# Documents d'Ecologie Pyrénéenne
Documents d'Ecologie Pyrénéenne (abreviado Doc. Ecol. Pyrén.) es una revista científica con ilustraciones y descripciones botánicas que es publicada en Francia desde 1984 con el nombre de Documents d'Ecologie Pyrénéenne - publication de l'Association pour le Dé́veloppement des Recherches et des Activités Culturelles auprès du Laboratoire d'Ecologie montagnarde de GABAS.